# Philipp Karl Greiffenclau zu Vollrads
Philipp Karl Franz Anton Ignatz Freiherr Greiffenclau von und zu Vollrads (* 3. August 1735; † 15. Februar 1823 in Würzburg) war Geheimrat und Oberamtmann.
Philipp Karl Greiffenclau zu Vollrads war der Sohn des kurmainzischen und würzburgischen Geheimen Rats und Oberamtmanns Lothar Friedrich Heinrich Freiherr von Greiffenclau und dessen Ehefrau Anna Magdalena geborene Freiin von Hoheneck.
Philipp Karl heiratete 1767 Maria Eleonore Katharina geborene Freiin Wolfskehl von Reichenberg († 26. März 1795), die Tochter des Johann Philipp Freiherr Wolfskehl von Reichenberg und dessen Frau Johanna Sidonia Franziska Maria Charlotte geborene Freiin von Heddesdorf. Der gemeinsame Sohn Otto Philipp von Greiffenclau zu Vollrads wurde wirklicher geheimer Rat und Abgeordneter der Herrenbank der Landstände des Herzogtums Nassau.
Philipp Karl wurde Kurmainzer Oberamtmann im Amt Hofheim, würzburgischer Kammerherr und kk. Wirklicher Geheimer Rat. 